# Steve Bloom

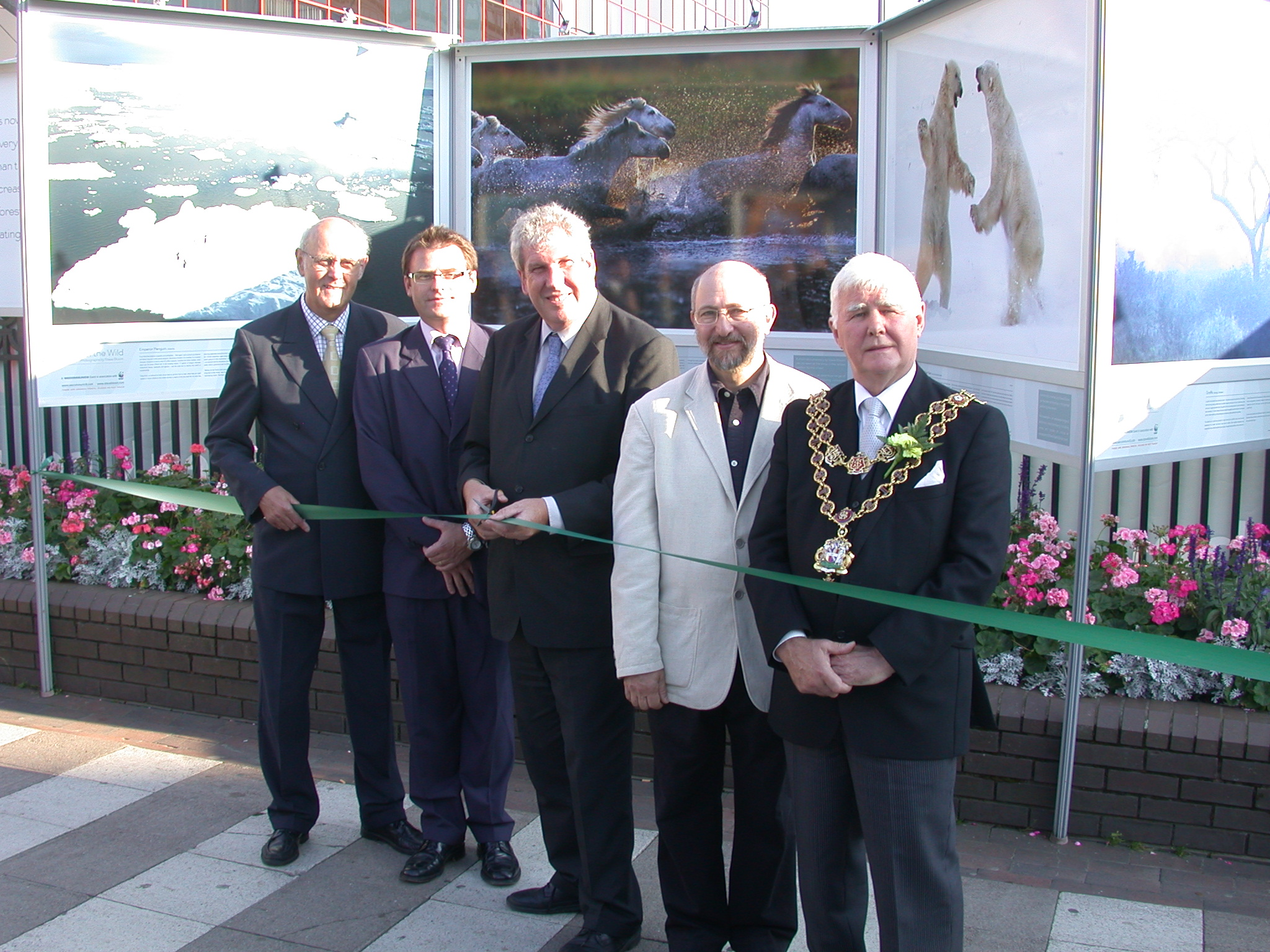
Vernisáž výstavy Spirit of the Wild, Birmingham, 2005

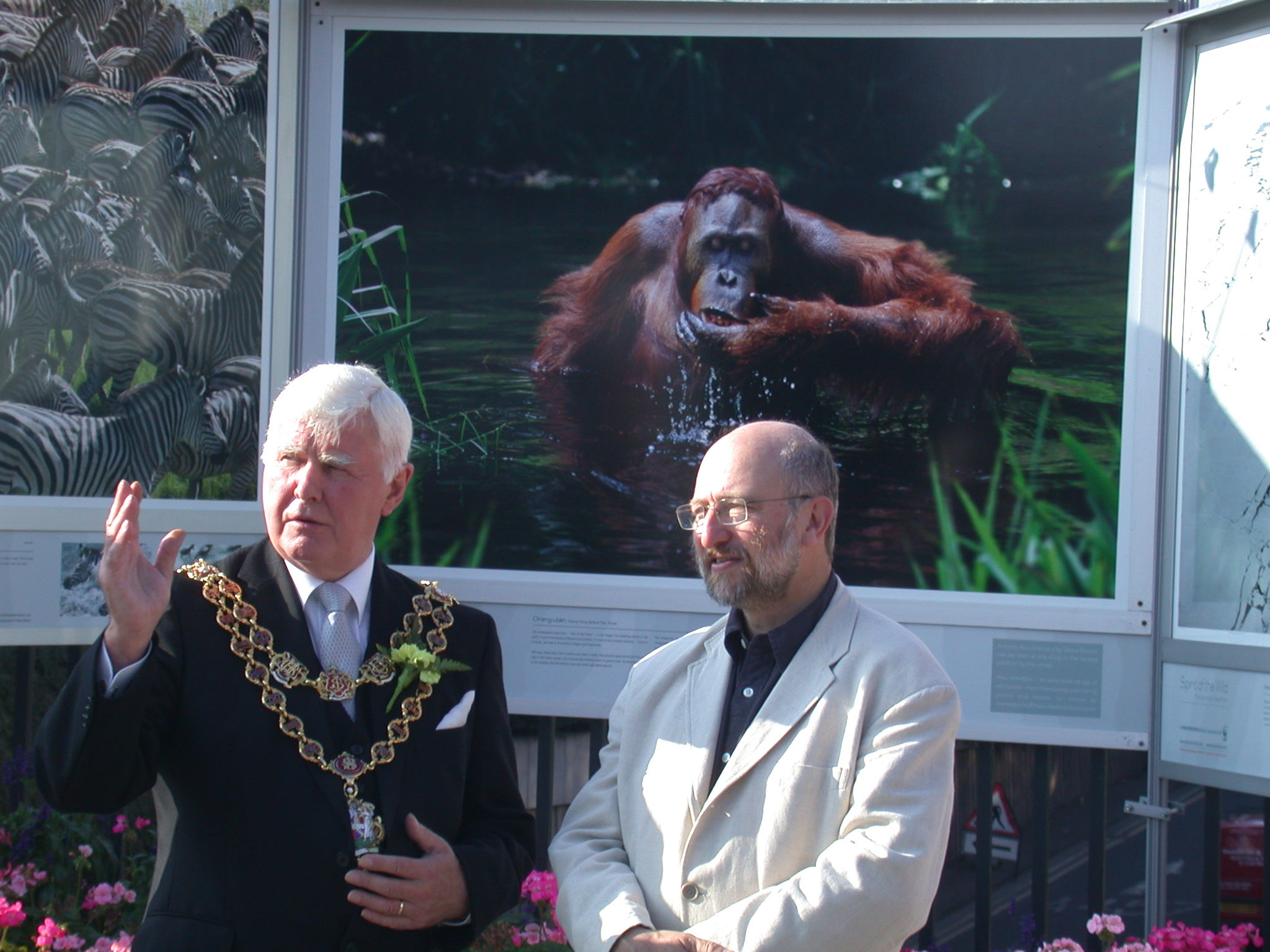
Vernisáž výstavy Spirit of the Wild, Birmingham, 2005

Steve Bloom (* 1953 Johannesburg) je jihoafrický fotograf a spisovatel. Syn novináře, romanopisce a politického aktivisty Harryho Blooma je známý především svými fotografickými knihami a esejemi a také velkými venkovními výstavami nazvanými Spirit of the Wild.

## Raný život
Bloom se narodil v Johannesburgu v Jihoafrické republice.

## Kariéra
Bloomův raný zájem o fotografii byl inspirován snímky v časopise Life. V roce 1972 se naučil metodu hlubotisku a fotografoval portréty lidí žijících v systému apartheidu. V roce 1977 odcestoval do Anglie, kde byly některé snímky publikovány a vystavovány Mezinárodním fondem obrany a pomoci.
Několik let pracoval jako grafik a v roce 1999 byl společně zodpovědný za realizaci návrhů Addison pro oficiální plakáty pro letní olympijské hry v Barceloně 1992.
Bloom začal fotografovat divokou přírodu v roce 1993 na dovolené v Jihoafrické republice. V roce 1996 zasvětil veškerý svůj čas fotografování divoké zvěře a následující dva roky strávil prací na své první knize In Praise of Primates, která vyšla v deseti jazycích. V roce 2004 vyšla kniha Untamed, nadrozměrná kniha se zvířaty ze všech světových kontinentů, v deseti jazykových vydáních pro první tisk a v roce 2006 vydal dvě monografie: Elephant! a Spirit of the Wild.
V roce 2006 se vrátil k fotografování lidí. Living Africa, vydaný v roce 2008, je soubor fotografií pokrývajících několik afrických zemí, kombinující fotografie divoké zvěře, vzdálených kmenových skupin a lidí ve městech, včetně těžařů zlata 3 km pod zemí. Bloomova druhá kniha o Africe, Trading Places – The Merchants of Nairobi, představuje živobytí obchodníků na předměstí Nairobi, včetně Kibery. Vydal také několik knih pro děti, včetně My Big Cats Journal (Thames & Hudson), My Favorite Animal Families (Thames & Hudson) a Les animaux racontés aux enfants (Editions de la Martinière Jeunesse).
Do roku 2010 Bloom vytvořil jedenáct venkovních výstav v centru města s názvem Spirit of the Wild, z nichž každá obsahovala až 100 velkoformátových tisků odolných vůči počasí. Tématem výstav, které byly zdarma a obvykle otevřené pro veřejnost 24 hodin denně, bylo zvýšit povědomí o narušení životního prostředí a globálním oteplování. Zahajovací výstava v Birminghamu v Anglii trvala jedenáct měsíců na Centenary Square. Další výstavy následovaly v Kodani, Leedsu, Amsterdamu, Stockholmu, Moskvě, Dublinu, Oslu, Stavangeru, Barceloně, Edinburghu, Tokiu a Abbeville. Výstava v Kodani byla zahájena 16. května 2006 a během prvních tří měsíců ji navštívilo 1 019 028 lidí.
V červnu 2012 se na londýnském festivalu fotografie konala autorova výstava Beneath the Surface: South Africa in the 1970s v galerii The Guardian v Londýně. Výstava ukázala jeho ranou práci v apartheidu v Jihoafrické republice, zobrazující kritickou dobu v historii země, kdy se rozmohly rozsáhlé protesty proti apartheidu. Výstava probíhala v Canterbury Museum's Beaney Special Exhibitions Gallery od 19. října a 19. ledna 2020. Od 4. února do 10. května 2023 jej hostilo Leicester Museum and Art Gallery.

## Publikace
- Trading Places – The Merchants of Nairobi. Thames & Hudson, 2009. ISBN 0-500-54381-X.
- Living Africa. Thames & Hudson, 2008. ISBN 0-500-51427-5.
- Untamed. Abrams. Paperback Compact edition 2008. ISBN 0-8109-7237-9.
- Spirit of the Wild. Thames & Hudson, 2006. ISBN 0-500-51437-2
- Elephant!. Thames & Hudson, 2006. ISBN 0-500-51321-X.
- Spirit of the Wild. Self-published. Katalog k výstavě.
- Untamed.
  - Untamed. Hardback. 2004. Harry N. Abrams. ISBN 0-8109-5611-X.
  - Martinière, Animal, ISBN 2-7324-3113-3, francouzsky
  - Wilde Tiere. Knesebeck. ISBN 3-89660-251-9, německy.
  - Insubmissos. Afrontamento. ISBN 972-36-0717-4, portugalsky.
  - Állatok. Alexandra. ISBN 963-367-787-4, maďarsky.
  - Gyvûnai. Alma Litera. ISBN 9955-08-571-1, litevsky
  - Salvajes. Lunwerg. ISBN 84-9785-072-6, španělsky
  - Dieren. Lannoo. ISBN 90-209-5787-2, vlámsky/nizozemsky
  - Mondadori, Omaggio Agli Animali, ISBN 88-370-3098-3, italsky.
  - Art Rodnik, rusky.
- In Praise of Primates. Könemann, 1999. ISBN 3-8290-1556-9.
- Elephants: A Book for Children.
  - Elephants: A Book for Children. Thames & Hudson. Text by David Henry Wilson. ISBN 0-500-54344-5.
  - English USA Paperback / Book Fair Safari Scholastic.
  - Mein Großes Buch der Elefanten Knesebeck, německy.
  - El pequeno gran libro de los elefantes. Oniro, 2008, španělsky.
  - Cartea cu elefanti. Editura Art, 2008, rumunsky.
  - Elefántkönyv. Athenaeum, 2008, maďarsky.
  - Olifanten – een boek voor kindern. Atrium, nizozemsky.
  - Les Éléphants. Martinière Jeunesse, 2007.
- My Favourite Animal Families.
  - My Favourite Animal Families. UK and USA: Thames & Hudson, 2010. Text: David Henry Wilson.
  - Mein Grosses Buch de Tierfamilien. Knesebeck, 2010, německy.
  - Legkedvesebb állataim. Athenaeum, 2010, maďarsky.
  - Martinière Jeunesse, Spring 2011, francouzsky
  - Suloisimmat eläinperheet. Karisto Oy, 2011. ISBN 0-500-54390-9, finsky
- Portraits d'animaux. Les ours.
  - Portraits d'animaux. Les ours. Martinière Jeunesse, 2010. ISBN 2-7324-4051-5, francouzsky
  - Italian Hippocampo.
- Untamed Animals of the World. pro děti.
  - UK: Abrams, ISBN 0-8109-5988-7; USA: Abrams, ISBN 0-8109-5956-9.
  - Lannoo. ISBN 90-209-6333-3, nizozemsky.
  - Martinière. ISBN 978-2-7324-3309-7, francouzsky.
  - L'ippocampo. ISBN 88-88585-72-9, italsky.
  - Canada: Hurtubise. ISBN 2-89428-840-9, francouzsky.
  - Knesebeck. ISBN 9783896603296, německy.
- A La Découverte des Animaux. Martinière Jeunesse, 2011. ISBN 2-7324-4336-0.
- My Big Cats Journal. Thames & Hudson. 2012. ISBN 978-0-500-65002-8.
- My Polar Journal. Thames & Hudson. 2012. ISBN 0500650101.
- Les animaux racontés aux enfants. Martinière Jeunesse. ISBN 2-7324-5121-5.